# 영조
영조(英祖, 1694년 10월 31일(음력 9월 13일) ~ 1776년 4월 22일(음력 3월 5일))는 조선의 제21대 국왕(재위 : 1724년 10월 5일(음력 8월 30일) ~ 1776년 4월 11일(음력 3월 5일))이다.

## 개요
성은 이(李), 휘는 금(昑)이며, 자는 광숙(光叔), 호는 양성헌(養性軒)이다.
숙종(肅宗)의 넷째 아들이며, 어머니는 숙빈 최씨(淑嬪 崔氏)이다. 경종의 이복 동생으로 숙종 시절부터 잠재적인 왕위 계승권자였으며, 경종이 즉위하자 왕세제(王世弟)로 책봉되었다. 신임사화 등의 숱한 정치적 위기를 넘기고 즉위하였다.
재위 기간 완론탕평을 주창하며, 노론과 소론의 당론을 중재하고 탕평책을 추진하였다. 또한 악형 폐지, 서적 간행 등을 추진하였으나, 탕평론은 실패하였고, 둘째 아들 사도세자와 갈등을 빗다가 결국 죽음에 이르게 하였다.
조선의 역대 국왕 중 가장 장수(81세 5개월)하였으며, 가장 오랜 기간(51년 7개월) 동안 재위하였다.

## 생애

### 즉위 이전

#### 출생과 왕자 시절

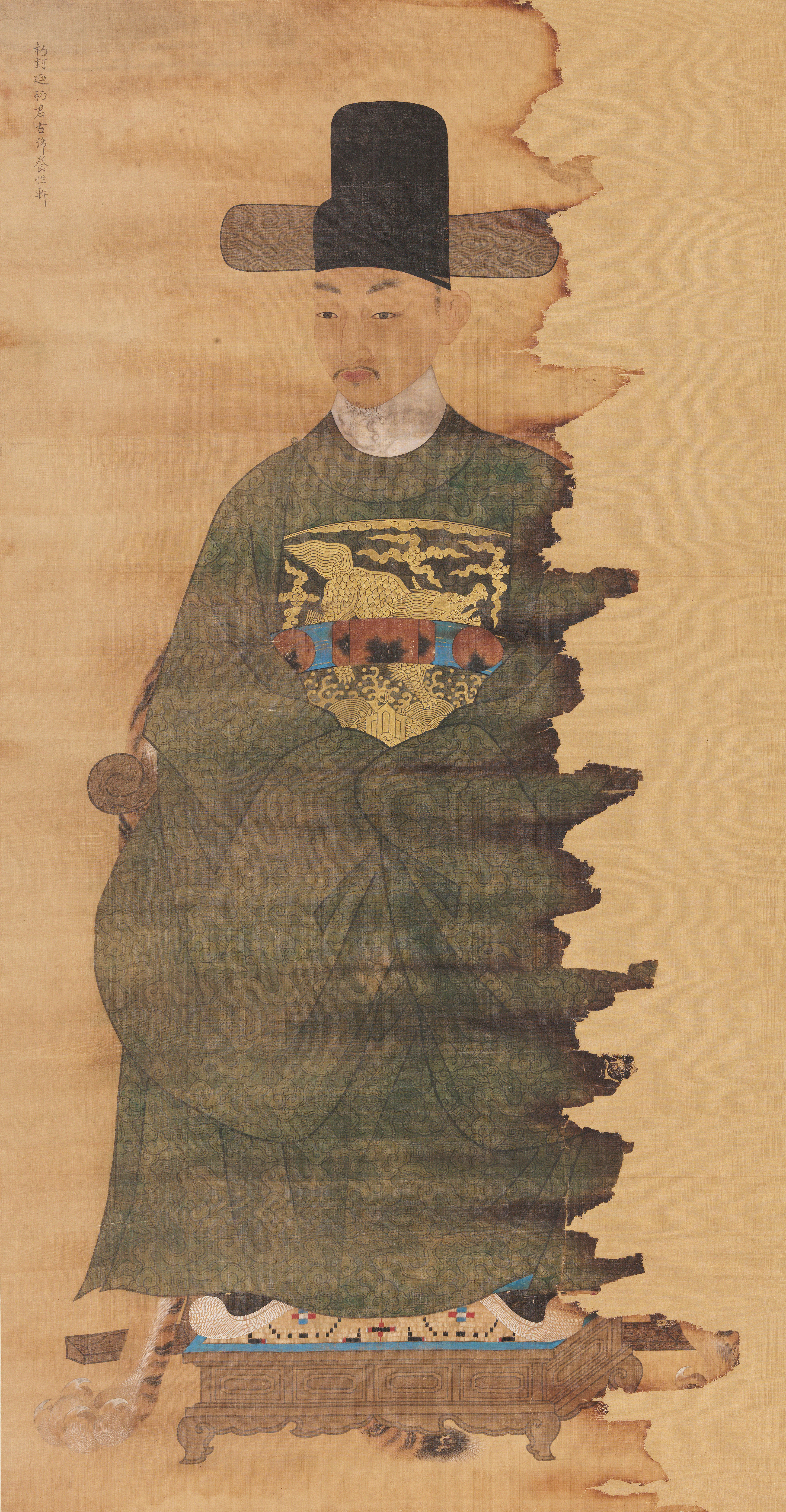
보물 제1491호　《연잉군 초상》
----영조가 즉위하기 전 연잉군 시절의 초상화로, 21세때의 모습이다.

1694년(숙종 20년) 9월 13일, 창덕궁 보경당(寶慶堂)에서 숙종과 숙빈 최씨의 넷째 아들로 태어났다. 유년 시절 사저에서 지내다 입궁하였으며, 1699년(숙종 25년) 12월 24일, 연잉군(延礽君)에 책봉되었다.
1704년(숙종 30년), 사릉 참봉 서종제의 딸 달성군부인 서씨(정성왕후)와 가례를 올렸다.
1719년(숙종 45년), 소실 이씨(정빈 이씨)에게서 경의군 행(효장세자)을 보았다. 영조의 첫 아들이자 숙종 생전에 태어난 첫 손자이기도 했다. 

#### 잠재적 왕위 계승권
숙종 당시 왕세자였던 경종은 어머니 희빈 장씨가 노론 세력에 의해 사사되면서, 희빈 장씨의 정적인 노론의 압박속에 불안정한 세의 지위를 유지하였다. 또한 후사도 두지 못했으므로 말년의 숙종은 노론의 영수인 좌의정 이이명과 독대(獨對, 왕이 사관을 물리고 신하와 단둘이서 만남)하여 세자의 후사에 대한 언급을 하였으나관이 입시하지 못하게 한 채 이루어졌으므로 자세한 내용은 알 수 없다. (정유독대)
숙종과 이이명의 독대를 두고 사관은 물론 유생들이 비난하였고 세자의 지지세력인 소론 또한 이이명과 숙종의 처사를 비판하였다. 숙종 말년의 정쟁은 경종을 지지하는 소론과 연잉군을 지지하는 노론 세력으로 양분되어 대립하였는데, 숙종이 죽고 경종이 즉위하면서 노론과 연잉군은 정치적 위기를 맞이하였다.

#### 왕세제 책봉과 신임사화
숙종의 뒤를 이어 즉위한 경종은 연잉군을 왕세제로 책봉하여 후사를 도모하라는 노론의 주청속에, 1721년(경종 1년) 음력 8월, 이복 동생인 연잉군을 왕세제로 책봉하였다.
이후 한발 더 나아가 노론은 세제의 대리청정을 건의하였고, 소론측에서는 노론의 불순한 의도를 지적하였다. 경종은 별다른 입장 표명을 하지 않다가 목호룡의 고변이 터지면서 공론을 모아 환국을 시도하여 노론 세력을 불충(不忠)과 반역으로 몰았다.
연잉군을 지지하던 노론의 4대신 김창집, 이이명, 이건명, 조태채와 50여명의 고관들이 사형당하고 그 일족이 유배, 투옥되는 등 연잉군은 커다란 지지 세력을 잃었으며, 1722년(경종 2년) 김일경 등의 사주를 받은 박상검(朴尙儉)과 문유도(文有道)의 음모로 생명의 위협을 받기도 했다.
신임사화로 소론 강경파가 정국을 주도하였으나 경종은 병약했고, 경종 비 선의왕후는 비밀리에 사람을 시켜 다른 종친의 아들 중에 양자로 삼아 후사를 이으려고 하였다. 소론의 위협 속에서, 노론과 완론파 소론은 연잉군을 적극적으로 지지하였고, 경종의 비호 아래 연잉군은 불안정하지만 왕세제의 자리를 유지하였다.
1724년(경종 4년) 8월 25일, 경종은 갑작스레 병을 앓고 복통과 설사를 반복하다가 승하하였다. 하지만 경종이 승하하기 전, 게장과 꿀, 감, 인삼차 등을 수라로 든 일이 있어, 경종의 석연치 않은 죽음을 두고 영조 즉위 초에 경종 독살설이 유포되었다.
이는 이인좌의 난과 나주 괘서 사건 때도 언급되면서 영조의 재위 기간 내내 정통성과 관련한 아킬레스건으로 남게 되었다.

### 즉위 후

#### 탕평책
1724년(영조 즉위년) 8월 30일, 창덕궁 인정문에서 즉위하였다. 신임사화를 일으켜 노론을 숙청하는데 앞장섰던 소론의 김일경와 목호룡을 처형하였다.
즉위 직후부터 영조는 형인 경종을 독살했다는 '경종 독살설'과, 그가 숙종의 아들이 아닌 노론 김춘택의 아들이라는 악성 루머가 누군가에 의해 조직적으로 유포되었다. 치열한 당쟁 속에서 생명의 위협까지 느꼈던 영조는 등극하자마자 소론을 몰아내고 한때 노론 정권을 수립하였지만 노론의 독주를 염려하여 소론의 일부를 중용한다.
붕당의 폐습을 통감하여 차츰 소론을 등용하고 소론을 전부 역적으로 처형하자는 노론 강경파의 주장을 묵살하다가 1727년(영조 3년) 노론의 강경파를 추방하고(→정미환국), 노론과 소론을 고르게 등용함으로써 탕평책을 기본 정책으로 삼아 당쟁의 격화를 막았다.

#### 이인좌의 난
1728년 경종4년), 경종의 죽음으로 정치적인 기반을 위협받게 된 이인좌, 이유익 등이 소현세자의 증손자인 밀풍군(密豊君) 탄(坦)을 임금으로 추대하여 무력으로 반란을 일으켰다. 이인좌, 이유익 등은 소론 내 강경파인 준소파 및 1701년(숙종 27년) 이후 실각한 남인 내의 강경파를 포섭했다. 근기 지방의 남인이 반란에 호응하고 소론 강경파인 이인좌 형제 등은 충청도 청주성을 거점으로 이인좌의 난을 일으킨다.
이들은 경종의 위패를 모시고 조석으로 곡을 하였으며, 영조의 경종 독살설을 시중에 확산시켰다. 청주성에서 일어난 반란군은 즉시 경상도와 전라도로 확대되었고, 관찰사와 병마절도사가 전사하기도 했다. 그러나 관군을 투입해 난을 진압하게 된다.
이 과정에서 경상도 안동과 예천, 영천지역 유생들과 대구의 유생들이 자발적으로 창의군을 조직하여 이인좌의 난 진압에 참여하였으나 난군 세력이 영남에서 가장 발호했다는 이유로 반란 진압 후 영조는 경상도를 반역향으로 규정하여 과거를 정거하고 금고령을 내린 뒤, 대구감영에는 평영남비를 세웠다.
이후 과거와 출사를 금지당한 영남의 남인계 유생들은 정조 때에 억울함을 호소하며 영남 의병의 행적과 선비들의 연명부를 적은 영남만인소를 두 차례에 걸쳐 올리게 된다. 영남 남인 중에는 이인좌의 난에 일부 호응하였지만 안동, 예천지역, 대구지역의 유생들은 이인좌 측에 가담하기를 거부했다. 이인좌의 난 이후 충청도 출신인 이인좌를 영남 도적이라 한 것이 원통하다며 상소를 올렸다. 영조는 남인도 상당수 가담했음을 이유로 이를 묵살하여 정조 때부터 영남의 남인들은 만인소를 올리게 된다.

#### 인권과 경제정책
영조는 조선사회를 개혁한 계몽군주로서 가혹한 형벌을 폐지 또는 개정하여 민중들이 인권을 존중받도록 하였으며, 신문고 제도를 부활하여 민중들이 억울한 일을 직접 알리게 했다. 그는 금주령(禁酒令)을 내려 사치·낭비의 폐습을 교정하고 농업을 장려하여 민생의 안정에 힘썼다. 기민(飢民)의즉, 배고픈 민중들의 실태를 조사하여 그들을 구제하고, 민중들이 국방의 의무를 대신하여 세금으로 내던 포목을 2필에서 1필로 줄이는 균역법을 제정하여 세제(稅制)의 합리화를 기하는 한편, 민중들의 세금 부담을 크게 줄였으며, 신분에 따라 국가에 대한 의무를 달리 부담하게 하였다. 또 일본에 조선 통신사로 갔던 조엄이 고구마를 들여왔는데, 그가 들여온 고구마는 훗날 흉년 때 식량으로 대신할 수 있게 되었다. 영조 자신도 소식(小食), 물자절약등으로 검소하게 살아냄으로써 국가 지도자로서의 모범을 보였다.
또한 북관의 군병에게 조총 훈련을 실시하고, 1729년 화차를 제작하여 이듬해 수어청에 총의 제작을 명하고 진(鎭)을 설치하여 각 보진(堡鎭)의 토성(土城)을 개수하는 등 국방 대책에 힘썼다. 오가작통법을 부활하여 조세 수입을 늘리고, 1756년에는 기로과(耆老科 : 60세 또는 70세 이상인 노인만 보는 과거)를 신설하였다.

#### 학문진흥
학문을 좋아했던 영조는 스스로 서적을 집필하였으며, 인쇄술도 개량해 많은 서적을 간행하고 반포하여 민중 모두가 마음껏 읽을 수 있게 만들었다. 《퇴도언행록(退陶言行錄)》·《어제여사서(御製女四書)》·《육전(六典)》·《소학훈의(小學訓義)》·《속오례의(續五禮儀)》·《속대전》·《무원록(無寃錄)》·《속병장도설(續兵將圖說)》·《누주통의(漏籌通義)》·《해동악장(海東樂章)》·《여지도서》·《동국문헌비고》·《숙묘보감(肅廟寶鑑)》 등 많은 서적들을 편찬했으며, 《어제경세문답(御製警世問答》·《위장필람(爲將必覽)》 및 《악학궤범》의 서문은 영조의 자서이다.
또한 유능한 학자를 발굴하여 실학의 학통을 수립하게 하고, 풍속·도의의 교정에도 힘써 사회·산업·문화·예술 등 각 방면에 걸쳐 부흥기를 이룩했다. 영조의 이러한 실용 정책의 영향으로 조선은 이익을 선봉으로 실학이 자라기 시작했으며, 영조의 뒤를 이은 정조의 시대는 “조선의 르네상스”라고 불릴 만큼 크게 성장하게 된다.

#### 제도권에서 한자말 발음 교정의 변화
세종의 《동국정운》 이후로 딱 300년이 지나고 1747년에 운서인 《화동정음통석운고》를 간행한다. 이 운서는 우리나라의 운서들 가운데에서 최초로 중국 한자음과 조선 한자음을 함께 표기한 운서이다. 1751년엔 18세기 현실 한자음의 대표로 두기도 하는 운서인 《삼운성휘》를 간행한다.

#### 탕평책과 외척 견제
영조는 노론이 자신을 추대한 것을 잊지 않고, 신임옥사 관련자들, 노론 4대신의 사면 복권과 그 후손, 관련자들을 등용한다. 1748년 이인좌의 난에 연좌되었던 소론 강경파, 남인 강경파는 다시 영조를 자극하는 괘서를 붙였다. 그리고 과거 시험장에서 영조를 가짜 군주라고 조롱하는 답안지가 발견되어 1748년, 1755년 소론 강경파에 대한 대대적인 처벌과 유배형을 내린다.
선의왕후가 죽고 그의 거처에서 성장한 차남 사도세자가 소론에게 호의를 보이자, 노론은 이를 경계했고 노론 강경파는 이를 영조에게 고해바쳤다. 또한 외척세력 역시 사도세자의 비행과 실수, 일거수일투족을 영조에게 고해 바쳤다. 노론 외척 중에는 혜경궁 홍씨의 친정 일가들도 있었고, 혜경궁은 남편 사도세자의 실수와 비행을 자신의 친정에 알렸다. 영조는 불같이 화를 내는 성품이었고, 좋고 싫은 것이 명확해서 싫어하는 것은 끝까지 싫어하거나 배척했다. 세자가 속내를 잘 드러내지 않는 성격이라는 것과, 세자에게 정신질환과 의대증 등이 있다는 점, 노론 및 외척에 의해 보고되는 사안 등 다양한 이유로 세자를 경계하게 되었다. 세자 대리청정 시 소론을 전부 축출하라는 노론 강경파의 주장에 사도세자는 소론이 전부 역적이 아니라며 거절 의사를 표시했는데, 이때 소론을 보호하려 한 것에 대해 소론 일각에서는 세자에게 호의를 보이게 되었다.
노론을 중용했지만 탕평책을 써서 소론 대신, 관료들을 적극 등용했다. 한편으로 노론 강경파와 외척을 견제하려 했고, 노론 내에서도 벽파나 시파에 속하지 않고, 성리학의 원칙과 현실 적용, 외척이나 즉위 공로자들과 거리를 둔 청명당파를 중용했다. 노론청명당파는 노론 강경파나 노론 탕평파, 외척 세력과는 다른 이유, 다른 목적으로 노론이 진정한 군자의 정당이라는 확신 아래 소론과 남인을 추방, 배척할 것을 적극 상소했다. 동시에 외척 세력을 공격하고, 노론 강경파나 탕평책에 적극 호응하는 노론 탕평파 역시 원칙에 어긋난다는 이유로 공격을 가했다. 영조는 자신의 탕평책을 거부하는 청명당을 부담스러워하면서도 원칙론을 높이 평가하여 이들을 중용한다.

### 세자의 대리청정과 갈등

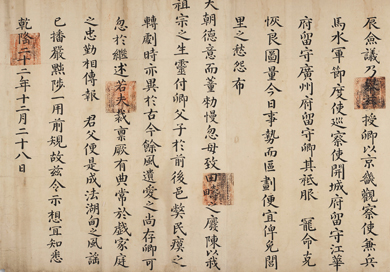
대리청정 시절 내린 영서(교지)

1750년(영조 26년) 혜경궁 홍씨가 경복궁에서 의소세손 이정을 출산하자 영조는 의소세손에게 큰 기대를 걸었다. 얼마 뒤 원손에 임명하고, 바로 세손에 임명하였다. 그러나 세손은 1752년 4월 갑작스러운 병으로 통명전에서 사망했다. 1751년 11월에는 장자 효장세자 사후 홀로 있던 효순현빈도 사망하였다. 싹싹했던 맏며느리가 일찍 과부가 된 것을 영조는 안타까워했는데 이 둘의 연이은 죽음으로 영조는 한동안 상심하였다.
1752년(영조 28년) 훗날 정조가 될 손자 이산이 태어났다. 같은 해 영조는 알 수 없는 이유로 병석에 눕게 되고, 사도세자에게 시험삼아 명을 내려 대리청정을 하게 되었다. 세자는 노론의 의견을 일방 듣지 않고 소론도 일부 등용하였다. 이인좌의 난과 관련하여 소론 온건파 이광좌 등의 처벌, 추탈을 요구했지만 세자는 거절하였다. 노론은 영조에게 세자가 잘못된 정치관을 갖고 있다고 고해바쳤다.
영조가 약내를 맡고는 이런 저런 흠을 잡아 면박을 주며 물리치자 세자는 밖에 우두커니 서서 미동도 하지 아니했다. 이에 신하들이 병석의 영조에게 약을 권할 것을 종용하자 이를 거절하고 이것으로 둘째 세손의 탄생으로 인한 화해의 기미는 날라가고 만다. 세자는 영조가 약을 물리치는 것이 자신의 허물 때문이므로 약을 권할 면목조차 없다고 했으나, 영조는 그런 꾸짖음 하나 못 받느냐며 몹시 기분이 상했다. 그러나 세자가 소론에 우호적이라는 점, 선의왕후전 궁인들에게 경종 독살설 등을 접하고 노론에 대해 부정적으로 보고 있다는 점 등을 노론은 주목했다.
노론의 모함과 외척의 수시 보고 외에도 세자는 의대병과 정신질환 등을 앓고 있었고, 옷입는 문제로 궁녀들을 죽였으며 귀인 박씨 빙애를 살해하기도 했다. 정성왕후 사후 맞이한 계비 정순왕후와 그의 친정 역시 사도세자와 갈등하였다.

### 임오화변

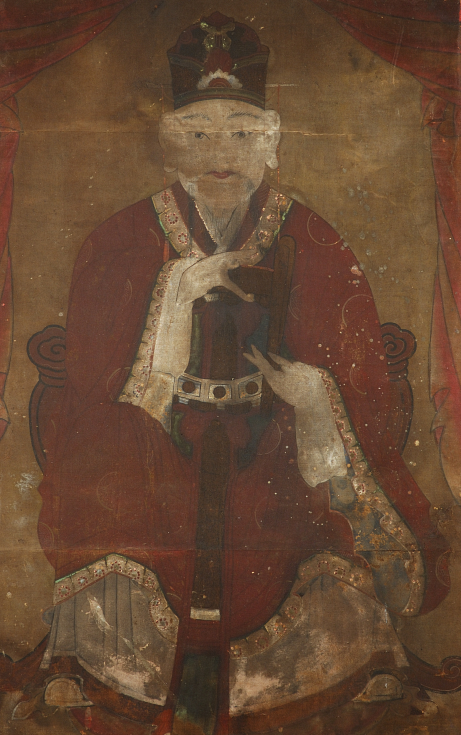
아들 사도세자
----(작자 미상의 무속화, 19세기 작)

1762년 음력 4월 사도세자는 영조에게 보고하지 않고 알려져있지 않은 이유로 평안도를 다녀온다. 의문의 관서행 당시 만나고 온 인물은 소론 재상이며 조문명의 아들, 조현명의 조카인 조재호였다. 그리고 동궁 지하에 알 수 없는, 빈 공간이 있는 것이 어느 궁인이 발견하기도 했다. 그해 6월 14일(음력 5월 22일) 영조 38년 나경언(羅景彦)이 세자의 결점과 비행을 10여 조에 걸쳐 열거하였다. 이를 본 영조는 크게 화를 내며 이런 사실들을 자기에게 알리지 않은 신하들을 질책한다. 나경언은 처형되었지만 영조는 세자에 대한 의혹을 거두지 않았다.
세자가 평안도를 다녀왔을 무렵, 동궁에 세자가 없다는 사실을 보고받고 영조는 동궁을 행차하려 했다가 주저했다. 그사이 사도세자는 말을 달려 수일 만에 다시 한성에 등장한다.
1762년(영조 38년) 5월 13일, 생모 영빈 이씨가 영조에게 세자를 처분하여 세손을 보호하라며 세자의 비행을 고변한다.
| “ | 세자가 내관, 내인, 하인을 죽인 것이 거의 백여명이오며 그들에게 불로 지지는 형벌을 가하는 등 차마 볼수 없는 일을 행한것은 이루 말로 다할 수 없습니다. 그 형구는 모두 내수사 등에 있는 것으로 한도없이 가져다 썼습니다. 또 장번내관을 내쫒고 다만 어린 내관 별감 들과 밤낮으로 함께 있으면서 가져온 재화를 그놈들에게 나눠주고, 기생, 비구니와 주야로 음란한 일을 벌였습니다. 그리고 제 하인을 불러 가두기까지 했습니다. 근일은 잘못이 더욱 심하여 한번 아뢰고자 하나 모자의 은정 때문에 차마 아뢰지 못했습니다. 근일 궁궐 후원에다가 무덤을 만들어 감히 말할 수 없는 곳을 묻고자 했으며 하인에게 머리를 풀게하고 날카로운 칼을 곁에두고 불측한 일을 하고자 했습니다. 지난번 제가 창덕궁에 갔을 때 몇번이나 저를 죽이려고 했는데 제 몸의 화는 면했습니다만 제 몸이야 돌아보지 않더라도 임금의 몸을 생각하면 어찌 감히 이 사실을 아뢰지 않겠습니까. | ” |
|   | — 영빈 이씨의 고변 |   |

당시 세자를 폐하며 영조가 반포한 폐세자 반교문에는 생모 영빈 이씨가 영조에게 고변한 내용이 나온다.
1762년(영조 38년) 7월 4일(윤 5월 13일) 결국 아버지 영조는 세자를 불러 폐하여 서인으로 삼고, 휘령전 앞 쌀 담는 뒤주 속에 세자를 가두었다. 그 뒤 누군가가 세자가 갇힌 뒤주의 틈으로 미음(죽)과 물을 넣어준다는 것을 안 영조는 내관을 시켜 뒤주에 유약을 발라서 통풍을 막는다. 그로부터 3,4일 만에 세자는 뒤주에서 굶어죽고 만다. 8일 뒤인 7월 12일(윤5월 21일) 아사한 사도 세자의 부음(죽음)이 확인되자 세자의 위호(位號)를 복구하고 사도(思悼)라는 시호를 내렸다.

#### 고류의 실패
그러나 노론과 소론의 대립 구도는 끝내 1762년 자신의 아들인 사도세자를 죽음으로 몰고 갔다. 사도세자는 경종비 선의왕후가 만년을 보내던 저승전에서 유년기를 보냈고 이들을 통해 경종독살설을 접하고 노론에게 반감을 갖게 된다. 영조의 원비이자 사도세자를 양자로 입양한 정성왕후 서씨가 죽고 맞이한 김한구의 딸 정순왕후 김씨와 후궁 숙의 문씨 역시 사람을 심어 사도세자의 행적을 영조에게 고해바치며 양자 사이를 이간질했다.
김상로, 홍계희, 김한구 등은 세자가 그릇된 정치관을 갖고 있다고 영조에게 고하였고, 영조에게 경종 독살설의 진실을 묻게 된다. 또한 세자는 대리청정 기간 중 이인좌의 난 이후 꾸준히 요구된 소론계 인사들에 대한 연좌제, 처벌을 반대하고 소론계 인사들을 등용하여 노론에게 경계심을 불러 일으킨다.
1749년에 사도세자가 영조의 건강 때문에 대리청정을 하게 되자 사도세자와 영조를 이간질하는 노론과 숙의 문씨에 의해 사도세자는 뒤주에 갇혀 죽게 되었다. 일부 사학자들은 영조는 후에 사도세자를 죽인 것을 후회하고 사도세자의 아들(후일의 정조)을 왕세손으로 삼았다고 주장하나 이는 사실이 아니다. 영조는 이미 사도세자가 생존했을 당시 손자를 세손으로 책봉했다. 이는 보위를 이을 세자가 생존한 상태에서 세손까지 점지한 것으로 세종이 병약한 문종이 세자였을 때 단종을 세손으로 삼은 것과 더불어 무척 드문 예라 할 수 있다. 혹자는 주로 왕위세습 구도가 불분명할 때 세손책봉을 하며 이미 영조가 사도세자를 죽이기로 오랫동안 마음을 굳혔을 것으로 보고 있다. 또한 영조가 세손에게 대리청정을 시킨 이유로 노론을 견제하는 방법을 가르치려 했다는 주장도 있으나 이 역시 허무맹랑하다. 영조가 세손에게 대리청정을 허락한 것은 승하하기 고작 석달 전으로 정치적인 학습과 대리청정은 무관해 보인다. 영조는 늙어서 분별력을 잃을지언정 권력을 놓지 않았다. 훗날 정조가 되는 세손은 대리청정을 받아들이는 조건을 아버지 사도세자의 기행 및 살인행각을 담은 기록을 삭제할 것으로 요구했고 영조 승하 직전 승정원일기가 세초 되었다.

### 재위 후반

#### 세손의 대리청정
영조는 사도세자의 아들이자, 후계자인 세손(정조)을 자신의 맏아들인 효장세자의 양자로 입적하고, 후사를 얻지 못하고 죽은 맏며느리 효순현빈은 승통세자빈으로 봉하여 받들게 했다. 또한 정조에게 즉위 후 효장세자를 왕으로 추존하라는 유언을 남겼다.
영조는 세손에게 보위를 양위하려 하였으나 신하들의 만류로 대리청정을 결심한다. 1774년(영조 50년) 영조가 세손에게 대리청정을 명할 때 홍인한 등 노론의 지도부가 승정원의 승지와 사관(史官)들을 가로막고 붓을 빼앗으면서까지 방해하였으나, 영조는 세손에게 대리청정을 명하였고, 곧이어 병권을 움직일수 있는 감국권과 부절 승인권한 역시 세손에게 넘겨주었다.
한편 은언군과 은신군 등이 시장에서 송사에 휘말린 뒤 홍봉한이 이들의 뒤를 후원하였다는 것이 알려지면서 손자 은언군과 은신군을 제주도로 유배보내게 된다. 은신군은 곧 풍토병을 얻어 사망하고 은언군은 세손이 즉위한 뒤에 석방된다.

#### 최후
만년에 기로소(耆老所)에 들어갔으며, 1776년(영조 52년), 영조는 세손에게 대리청정을 맡긴 후 경희궁 집경당(集慶堂)에서 승하하였다.
한편 조선 후기로 오면서 임금의 국상에도 3년상을 입는 사대부 수가 감소하게 되면서, 영조의 국상 당시 빈소를 마련하고 3년상을 마친 주도복, 이상호 등의 선비들을 특별히 상을 내려 포상하기도 했다.
재궁은 경기도 양주군 구리면(현 구리시)의 동구릉의 원릉에 안장되었다. 현재의 원릉 자리는 원래 그의 증조부인 효종이 안장되었다가 이장된 자리라서 여러 번 논란이 있었으나 그대로 현재의 원릉 자리에 안장된다.

#### 묘호 및 시호
원래의 묘호는 영종(英宗)으로 시호와 존호를 합쳐 지행순덕영모의열장의홍륜광인돈희체천건극성공신화대성광운개태기영요명순철건건곤녕익문선무희경현효대왕(英宗至行純德英謨毅烈章義弘倫光仁敦禧體天建極聖功神化大成廣運開泰基永堯明舜哲乾健坤寧翼文宣武熙敬顯孝大王)이었다.
고종 때 묘호가 영종에서 영조(英祖)로 바뀌고 존호를 더하여 정식 시호는 지행순덕영모의열장의홍륜광인돈희체천건극성공신화대성광운개태기영요명순철건건곤녕배명수통경력홍휴중화융도숙장창훈정문선무희경현효대왕'(英祖至行純德英謨毅烈章義弘倫光仁敦禧體天建極聖功神化大成廣運開泰基永堯明舜哲乾健坤寧配命垂統景曆洪休中和隆道肅莊彰勳正文宣武熙敬顯孝大王)이 되었다. 묘호 영조의 의미는 재주와 공덕이 많다는 의미이다.

## 왕릉
영조의 능인 원릉(元陵)은 1776년 7월 27일 조성되었으며, 계비인 정순왕후 김씨와 함께 안장되어 있다. 능묘의 위치는 경기도 구리시 동구동에 있으며, 동구릉의 하나로 사적 제193호로 지정되어 있다.
영조는 1757년, 정성왕후가 승하하자 정성왕후의 능을 아버지인 숙종의 명릉(明陵) 근처에 만들고 훗날 자신이 정성왕후의 옆에 묻히기 위해 옆자리를 비워놓았으나 영조가 승하한 뒤 손자인 정조는 당시 왕대비였던 영조의 계비(繼妃) 정순왕후를 의식하여 현재의 동구릉 위치에 영조와 정순왕후의 무덤인 원릉을 조성하였다.

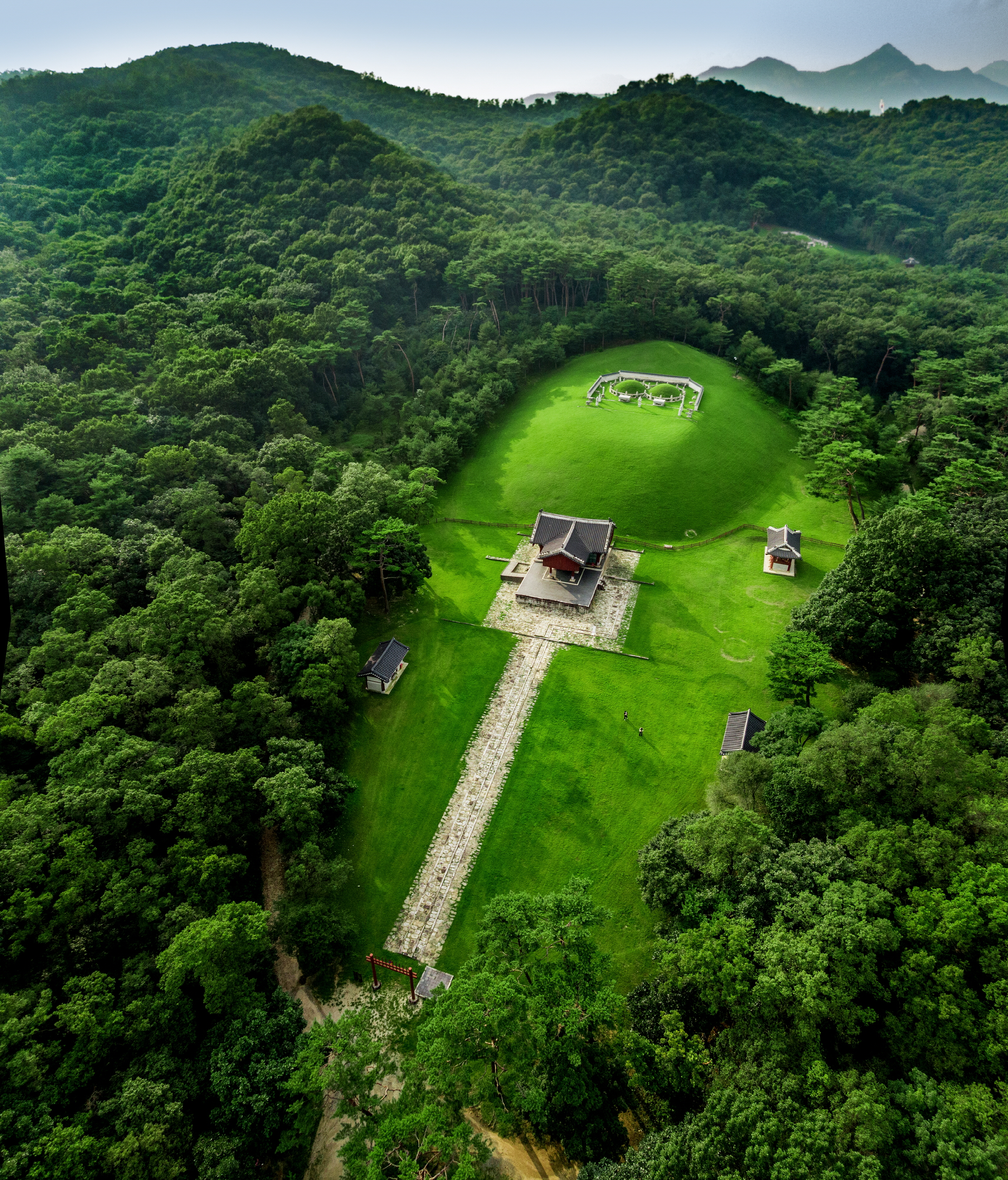
영조의 능인 원릉 전경

## 가족 관계
| 조선 제21대 국왕 | 영조 英祖 | 출생 | 1694년 10월 31일 (음력 9월 13일) 조선 한성부 창덕궁 보경당      |
| 조선 제21대 국왕 | 영조 英祖 | 사망 | 1776년 4월 22일 (음력 3월 5일) (81세) 조선 한성부 경희궁 집경당 |

|      |                                                       | 본관 | 생몰년          | 부모                                                                          | 비고                                              |
| ---- | ----------------------------------------------------- | ---- | --------------- | ----------------------------------------------------------------------------- | ------------------------------------------------- |
| 부   | 숙종대왕 肅宗大王                                     | 전주 | 1661년 - 1720년 | 현종대왕 顯宗大王 명성왕후 김씨 明聖王后 金氏                                 | 제19대 국왕                                       |
| 법모 | 인현왕후 민씨 仁顯王后 閔氏                           | 여흥 | 1667년 - 1701년 | 여양부원군 민유중 驪陽府院君 閔維重 은성부부인 은진 송씨 恩城府夫人 恩津 宋氏 | - 1689년(숙종 15년) 폐위 - 1694년(숙종 20년) 복위 |
| 법모 | 인원왕후 김씨 仁元王后 金氏 혜순대왕대비 惠順大王大妃 | 경주 | 1687년 - 1757년 | 경은부원군 김주신 慶恩府院君 金柱臣 가림부부인 임천 조씨 嘉林府夫人 林川 趙氏 |                                                   |
| 모   | 숙빈 최씨 淑嬪 崔氏 화경숙빈 和敬淑嬪                 | 해주 | 1670년 - 1718년 | 최효원 崔孝元 남양 홍씨 南陽 洪氏                                             |                                                   |

| 시호 | 시호                                                  | 본관 | 생몰년          | 부모                                                                          | 비고 |
| ---- | ----------------------------------------------------- | ---- | --------------- | ----------------------------------------------------------------------------- | ---- |
| 정비 | 정성왕후 서씨 貞聖王后 徐氏                           | 대구 | 1693년 - 1757년 | 달성부원군 서종제 達城府院君 徐宗悌 잠성부부인 우봉 이씨 岑城府夫人 牛峰 李氏 |      |
| 계비 | 정순왕후 김씨 貞純王后 金氏 예순대왕대비 睿順大王大妃 | 경주 | 1745년 - 1805년 | 오흥부원군 김한구 鰲興府院君 金漢耉 원풍부부인 원주 원씨 原豊府夫人 原州 元氏 |      |

| 작호 | 작호                                  | 본관 | 생몰년          | 부모                              | 비고                                 |
| ---- | ------------------------------------- | ---- | --------------- | --------------------------------- | ------------------------------------ |
| 빈   | 정빈 이씨 靖嬪 李氏 온희정빈 溫僖靖嬪 | 함양 | 1694년 - 1721년 | 이후철 李後哲 김해 김씨 金海 金氏 |                                      |
| 빈   | 영빈 이씨 暎嬪 李氏 소유영빈 昭裕暎嬪 | 전의 | 1696년 - 1764년 | 이유번 李楡蕃 한양 김씨 漢陽 金氏 | 제22대 국왕 정조의 할머니            |
| 귀인 | 귀인 조씨 貴人 趙氏                   | 풍양 | 1707년 - 1780년 | 조태징 趙台徵 밀양 박씨 密陽 朴氏 |                                      |
| 숙의 | 폐숙의 문씨 廢淑儀 文氏               | 미상 | ? - 1776년      | 미상                              | 정조 즉위년(1776년) 폐서인 후 사사됨 |
| 상궁 | 상궁 이씨 尙宮 李氏                   | 미상 | 생몰년 미상     | 미상                              |                                      |

| 작호 | 작호                                                        | 이름  | 생몰년          | 생모      | 배우자                                            | 비고                                  |
| ---- | ----------------------------------------------------------- | ----- | --------------- | --------- | ------------------------------------------------- | ------------------------------------- |
| 1    | 효장세자 孝章世子 진종 소황제 眞宗 昭皇帝 경의군 敬義君     | 행 緈 | 1719년 - 1728년 | 정빈 이씨 | 효순현빈 조씨 孝純賢嬪 趙氏 효순소황후 孝純昭皇后 | 조선의 추존 국왕 대한제국의 추존 황제 |
| 2    | 사도세자 思悼世子 장조 의황제 莊祖 懿皇帝 장종대왕 莊宗大王 | 선 煊 | 1735년 - 1762년 | 영빈 이씨 | 혜경궁 홍씨 惠慶宮 洪氏 헌경의황후 獻敬懿皇后     | 조선의 추존 국왕 대한제국의 추존 황제 |

| 작호 | 작호              | 이름            | 생몰년                      | 생모                        | 배우자                      | 비고                              |
| ---- | ----------------- | --------------- | --------------------------- | --------------------------- | --------------------------- | --------------------------------- |
| 1    | 화억옹주 和憶翁主 | 향염 香艶       | 1717년 - 1718년             | 정빈 이씨                   |                             | 영조 49년(1773년) 화억옹주로 추증 |
| 2    | 화순옹주 和順翁主 | 향이 香怡       | 1720년 - 1758년             | 정빈 이씨                   | 월성위 김한신 月城尉 金漢藎 |                                   |
| 3    | 화평옹주 和平翁主 |                 | 1727년 - 1748년             | 영빈 이씨                   | 금성위 박명원 錦城尉 朴明源 |                                   |
| 4    | 옹주              | 1728년 - 1731년 |                             | 영빈 이씨                   |                             |                                   |
| 5    | 옹주              | 1729년 - 1731년 |                             | 영빈 이씨                   |                             |                                   |
| 6    | 옹주              | 1732년 - 1736년 |                             | 영빈 이씨                   |                             |                                   |
| 7    | 화협옹주 和協翁主 | 1733년 - 1752년 | 영성위 신광수 永城尉 申光綏 | 영빈 이씨                   |                             |                                   |
| 8    | 옹주              | 1735년 - 1736년 | 귀인 조씨                   |                             |                             |                                   |
| 9    | 화완옹주 和緩翁主 | 용완 蓉婉       | 1738년 - 1808년             | 영빈 이씨                   | 일성위 정치달 日城尉 鄭致達 | 정조 즉위년(1776년) 폐서인        |
| 10   | 화유옹주 和柔翁主 |                 | 1740년 - 1777년             | 귀인 조씨                   | 창성위 황인점 昌城尉 黃仁點 |                                   |
| 11   | 화령옹주 和寧翁主 | 1753년 - 1821년 | 숙의 문씨                   | 청성위 심능건 靑城尉 沈能建 |                             |                                   |
| 12   | 화길옹주 和吉翁主 | 1754년 - 1772년 | 숙의 문씨                   | 능성위 구민화 綾城尉 具敏和 |                             |                                   |

## 기타
- 고추장을 엄청 좋아했으며 수라상에 항상 고추장이 있어야 밥을 먹었다. 본디 채소는 쇠고기나 돼지고기에 비해 맛이 없기 때문에 반찬으로는 기피하는 음식이었으나 영조는 고추장을 즐겨 먹은 덕분에 다른 조선 임금보다 채소를 훨씬 많이 먹게 되었으며 이 식단이 영조의 장수 비결 중 하나였다.

- 영조는 생전에 여러 장의 어진을 그렸다 한다. 육상궁에 걸려 있던 노년기의 어진, 왕자 시절 연잉군 어진 등은 보물로 지정되었다. 그밖에도 영조의 어진으로 추정되는 어진이 일부 전한다.

## 영조가 등장하는 작품
| - 《한중록》(1972, KBS) - 이치우 - 《안국동 아씨》(1979, MBC) - 최불암 - 《조선왕조 오백년 한중록》(1988, MBC) - 김성원 - 《하늘아 하늘아》(1988, KBS) - 김성겸 - 《대왕의 길》(1998, MBC) - 박근형 - 《홍국영》(2001, MBC) - 최불암 - 《어사 박문수》(2002~2003, MBC) - 조민기 - 《장희빈》(2002~2003, KBS) - 이태리 - 《정조암살미스터리 - 8일》(2007, 채널CGV) - 김성겸 - 《이산》(2007~2008, MBC) - 이순재 - 《동이》(2010, MBC) - 이형석/이선호 - 《무사 백동수》(2011, SBS) - 전국환 - 《비밀의 문: 의궤 살인 사건》(2014, SBS) - 한석규 - 《드라마 스페셜 - 붉은 달》(2015, KBS2) - 김명곤 - 《대박》(2016, SBS) - 여진구 - 《해치》(2019, SBS) - 정일우 - 《옷소매 붉은 끝동》(2021, MBC) - 이덕화 | - 《사도세자》(1956) - 《역린》(2014) - 이규현 - 《사도》(2015) - 송강호 - 《역모: 반란의 시대》(2017) - 류태준 |

### 소설
- 《대왕의 길》 강신재, 행림출판사, 1998, ISBN 89-7292-464-4
- 《이산 정조대왕》 류은경, 디오네, 2007, ISBN 978-89-92449-18-2
- 《이산과 음모》 여설하, 생각하는책, 2007, ISBN 978-89-956580-4-8
- 《목숨》 김상렬, 나남, 2008, ISBN 978-89-300-0584-5
- 《충신》 마르크 함싱크, 이수영 역, 문이당, 2009, ISBN 978-89-7456-427-8
- 《사도세자》 김경민, 테라스북, 2012, ISBN 978-89-94300-12-2

### 뮤지컬
- 《정조대왕》 (2007) - 남궁민영

### 방송
- EBS 이야기 한국사 13,14강 뚝심의 탕평 영조 이금(1),(2)

## 관련 문화재
- 영조어진(보물 제932호) : 서울 종로구, 국립고궁박물관 소장
- 영조 기로연·수작연도 병풍(보물 제1531호) : 서울 종로구, 서울역사박물관 소장
- 영조어필-숙빈최씨사우제문원고(보물 제1631-1호) : 경기도 성남시, 한국학중앙연구원 소장
- 영조어필-숙빈최씨소령묘갈문원고(보물 제1631-2호) : 경기도 성남시, 한국학중앙연구원 소장
- 영조어필-읍궁진장첩(보물 제1631-3호) : 경기도 수원시, 수원역사박물관 소장
- 영조대왕의 도포(중요민속문화재 제220호) : 대구 동구, 파계사 소장
- 영조태실석난간조배의궤(충청북도 유형문화재 제170호) : 충청북도 청주시
- 청주 영조 태실(충청북도 기념물 제69호) : 충청북도 청주시 상당구 낭성면 무성리 소재

## 같이 보기
| - 숙종 - 경종 - 숙빈 최씨 - 노론 · 소론 - 신임사화 - 민진원 - 박문수 | - 이인좌의 난 - 나주괘서사건 - 신문고 - 동국문헌비고 - 영조왕세제수책시 책례도감의궤 - 임오화변 - 탕평책 | - 사도세자 - 혜경궁 홍씨 - 정조 - 영빈 이씨 - 숙의 문씨 - 화완옹주 - 동구릉 |